# Locarium

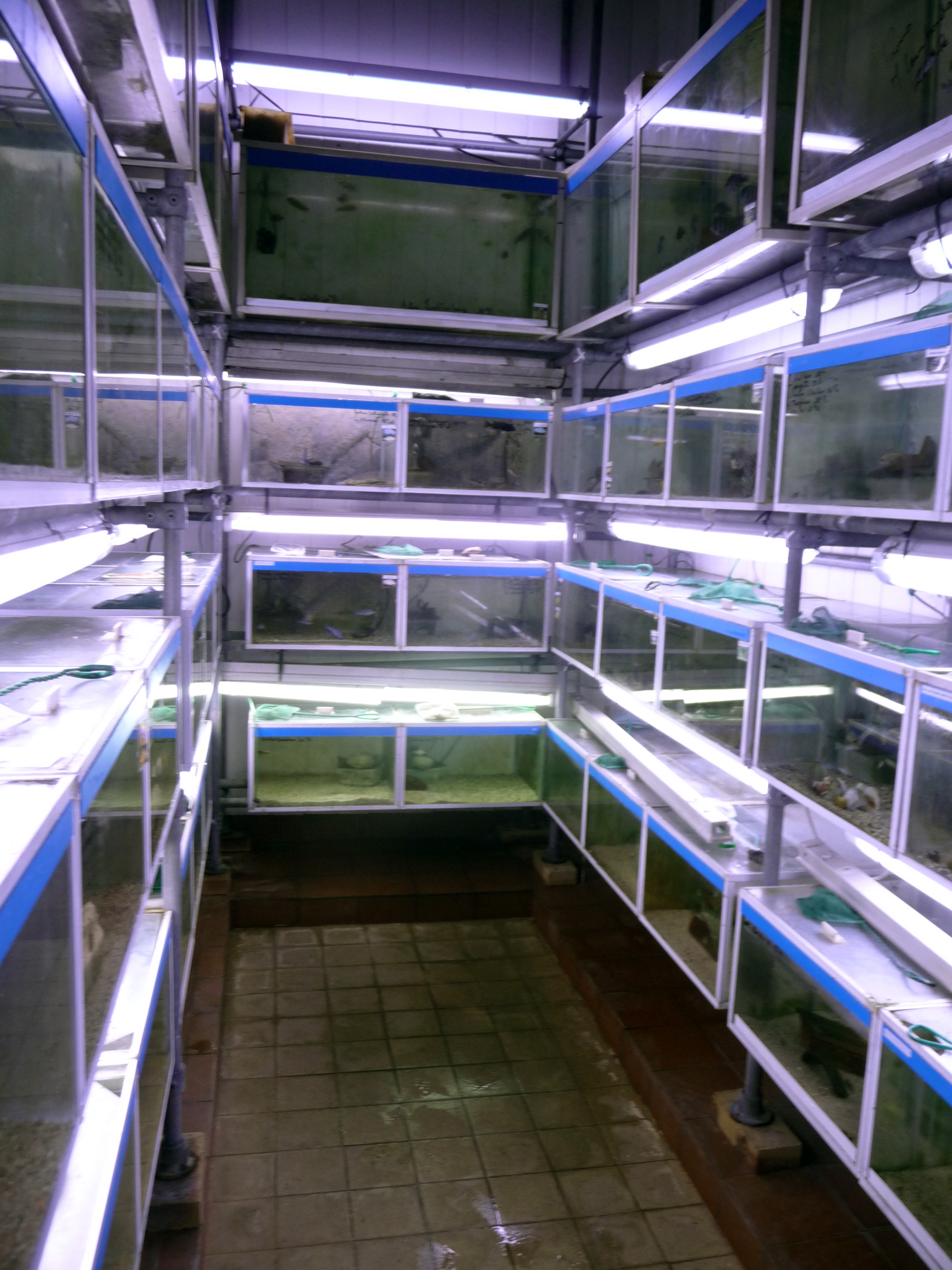
Un locarium

Un locarium (fish-room en anglais) est une pièce (cave, garage, cabane de jardin...) dédiée uniquement à l'élevage et à la maintenance de poissons par les aquariophiles. Le mot a été créé en 1992 par Jean-Emmanuel Hay, en contractant les mots "local" et "aquarium". Premier usage de ce mot publié dans Aquarium Magazine N°81 de décembre 1992, rubrique "passion poissons".

## Intérêt
Certaines espèces de poissons nécessitent un aquarium spécifique pour espérer les voir se reproduire en captivité. On pensera tout de suite aux cichlidés ou aux loricariidés pour l'eau douce qui de par leur taille et leurs conditions de maintenance demandent des volumes importants.
Les poissons d'aquarium d'eau de mer demandent également un volume important, mais aussi une installation davantage onéreuse et sophistiquée. 

## Équipement
La surface du local peut varier de 4m² à en moyenne 15m² et peut atteindre au mieux 50m² voire plus.
Mais quelle que soit la taille, il est nécessaire d'avoir une installation optimale pour garantir le bon fonctionnement et éviter tout accident. 
Les aquariums sont installés sur des étagères (poutrelles en H) allant jusqu'au plafond, bien sûr il s'agit d'avoir quelques compétences en bricolage et surtout un budget élevé. En termes de volume, on peut ainsi entreposer plus de 15 000 L pour 32 m² seulement.
La pièce doit être équipée d'une arrivée d'eau et d'un réseau électrique important.
Il est également possible d'installer des bacs en béton au sol avec une peinture epoxy bleue améliorant l'imperméabilité.
La pièce doit posséder un système d'aération pour garantir un flux d'air et éviter toutes moisissures à cause de l'humidité et la chaleur ambiante.

## Installation
L'installation électrique est réalisée de façon réglementaire avec une multi-prise au-dessus de chaque bac  pour éviter un accident en cas de fuites et d'inondations, on installera un différentiel et des disjoncteurs sur chaque lignes de bacs.
Pour le chauffage, il est conseillé de monter une chaudière au gaz ou des radiateurs, ainsi la pièce chauffera les bacs  ce qui évitera l'achat de  combinés chauffants pour chaque aquariums.
En cas de panne de courant, un groupe électrogène peut prendre le relais.